# Agnello pasquale (araldica)
Agnello pasquale è un termine utilizzato in araldica per indicare l'agnello seduto sul libro dei sette sigilli e tenente una banderuola crociata. O anche passante con lo stendardo.
La bandiera è abitualmente la cosiddetta bandiera di Cristo (d'argento alla croce di rosso) ed è tenuta, nella maggior parte dei casi, dalla zampa destra. Spesso l'agnello ha il capo circondato da un'aureola, per cui è detto nimbato o aureolato, ed allora se ne blasona lo smalto.
L'agnello pasquale venne utilizzato come insegna dall'Arte della Lana di Firenze.
In alcune nazioni, come la Catalogna, è definito anche Agnus Dei.

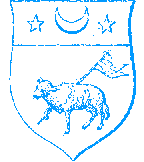
Stemma tratto dal Vocabolario araldico ufficiale a cura di Antonio Manno
Stemma di Niederrohrdorf, comune del Canton Argovia
Stemma comunale di Bressanone